# Wiener Caricaturen

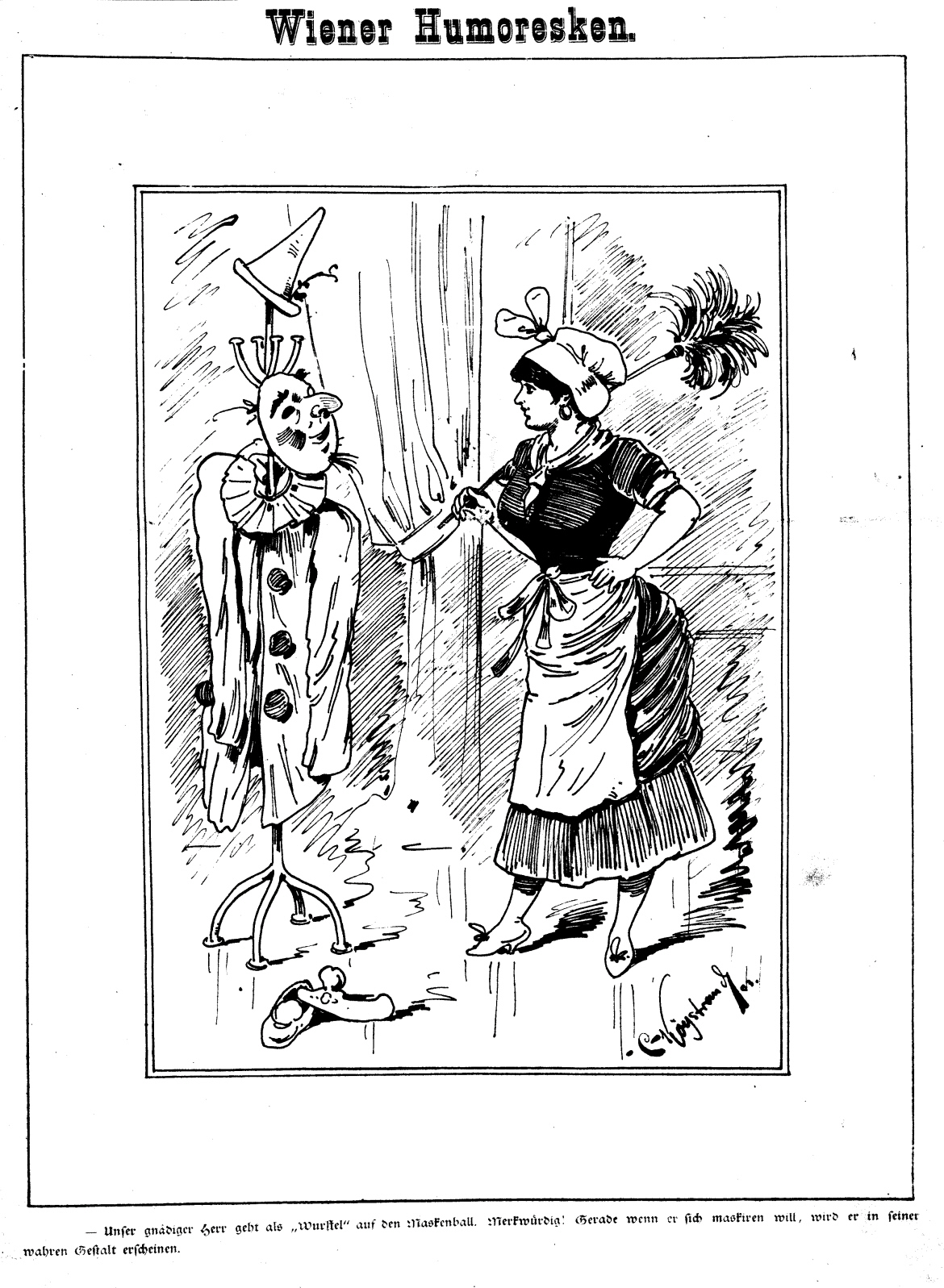
Karikatur Carl Fischer-Köystrand (1861–1918). Wiener Caricaturen, 1883

Wiener Caricaturen war eine wöchentliche Wiener Karikaturzeitschrift, die in den Jahren 1881 bis 1925 jeweils sonntags mit acht Seiten im Format 31 × 48 cm erschien. Die Karikaturen waren vor allem gesellschaftskritischen, aber auch politischen Inhalts. Zwischen 1912 und 1913 gab es kurze Unterbrechungen.
Die Wiener Caricaturen wurden unter anderem von Josef Braun herausgegeben und von Johann H. Vernay verlegt. Die Autoren der Texte und der Karikaturen blieben in den meisten Fällen anonym. Verlagsorte waren Berlin, Wien und Leipzig.

## Karikaturisten
- Fritz Georg Graetz
- Carl Fischer-Köystrand
- Gottfried Sieben